# Caernarfon bymur

Caernarfon bymur er et middelalderligt forsvarsanlæg der går rundt om byen Caernarfon i North Wales. Murene blev opført mellem 1283 og 1292 efter Caernarfon var blevet grundlagt af Edvard 1., sammen med den tilstødende borg. Muren er 734 meter lang og inkluderer otte tårne og to middelalderlige porte. En stor del af de arbejdere, der medvirkede til opførslen, blev bragt til stedet fra England. Muren kostede omkring £3.500 at opfører, hvilket var en stor sum på dette tidspunkt. Det blev meget skadede under Madog ap Llywelyns oprør i 1294, og blev efterfølgende repareret for en betragtelig sum. Politiske ændringer i 1500-tallet ændrede behovet for at vedligeholde forsvarsværkerne omkring byen. I dag er muren en del af UNESCOs Verdensarvssted Kong Edvards borge og bymure i Gwynedd, der bliver administreret af Cadw. Historikerne Oliver Creighton og Robert Higham har beskrevet murene som "usædvanligt intakte".